# سفارة المملكة المتحدة في روسيا البيضاء
سفارة المملكة المتحدة في روسيا البيضاء هي أرفع تمثيل دبلوماسي لدولة المملكة المتحدة لدى روسيا البيضاء. تقع السفارة في مينسك وهي تهدف لتعزيز المصالح البريطانية في روسيا البيضاء.

## وصلات خارجية
- الموقع الرسمي
- قائمة سفارات المملكة المتحدة
- قائمة السفارات في روسيا البيضاء